# Cucullia achalina
Cucullia achalina är en fjärilsart som beskrevs av Rudolf Püngeler 1900. Cucullia achalina ingår i släktet Cucullia och familjen nattflyn. Inga underarter finns listade i Catalogue of Life.